# Orto dei Cappuccini
L'orto dei Cappuccini è un parco situato in viale Merello a Cagliari, in Sardegna.

## Storia
Nel 1595 i frati Cappuccini fondarono sulla collina situata ad ovest delle rovine dell'anfiteatro romano il loro primo convento in Sardegna. Il convento disponeva di un ampio terreno che i religiosi adibirono ad orto.
Nella seconda metà del XIX secolo il convento e l'orto furono acquistati dal Comune di Cagliari che trasformò la struttura in una casa di riposo. Nel terreno dove si trova l'orto furono rinvenute in quegli anni alcune cave di epoca romana, poi riadattate in cisterne.
Nel maggio 2016, grazie ad un intervento di recupero, l'orto-giardino è stato aperto al pubblico.